# Berlin-Johannisthal
Johannisthal ist ein Ortsteil im Bezirk Treptow-Köpenick von Berlin. Bis zur Verwaltungsreform 2001 war es ein Ortsteil des ehemaligen Bezirks Treptow.
Der Ortsteil ist geprägt von lockerer Bebauung. Johannisthal ist nach seinem Gründer, dem Kammerrat Johann Wilhelm Werner († 1754), benannt.

## Geografie

### Lage

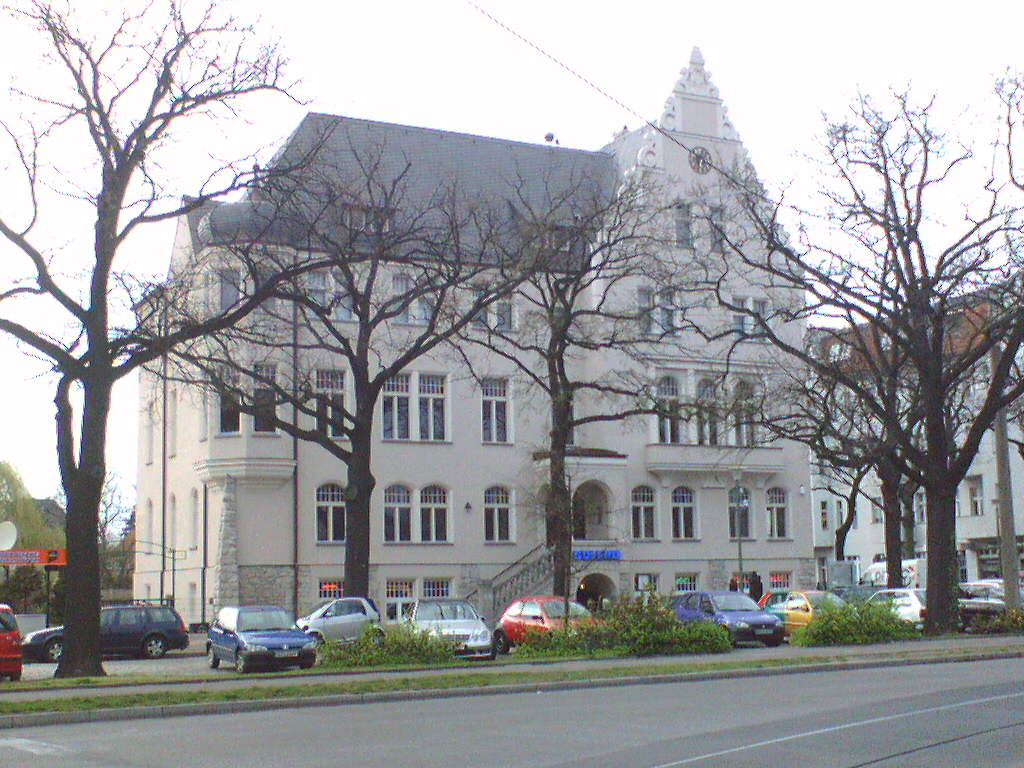
Rathaus Johannisthal

Vom benachbarten Ortsteil Niederschöneweide ist Johannisthal durch die Görlitzer Bahn getrennt. Im Nordosten Johannisthals befinden sich Wohnviertel und der S-Bahn- und Regionalbahnhof Schöneweide. Im Südosten in Richtung Adlershof liegen Betriebsgelände zum ehemaligen Flugplatz Johannisthal. Nach Südwesten in Richtung Rudow wird das Gebiet begrenzt durch die A 113 und den Teltowkanal. Im Norden und Nordwesten, in Richtung Baumschulenweg, erstreckt sich der Forst Königsheide, südwestlich davon die zu Baumschulenweg gehörende Ortslage Späthsfelde.
Im Süden und Südwesten von Johannisthal verlief die Berliner Mauer als Grenze zu West-Berlin.
Die Abgrenzung des Ortsteils Johannisthal veränderte sich im 20. Jahrhundert mindestens zweimal:
Im Zuge einer Grenzregulierung der Verwaltungsbezirke und Polizeiverwaltungen durch das Land Berlin vom 12. Oktober 1937 wurden die Flächen südlich des Lindhorst- und Akeleiwegs (Schliemann-Siedlung) bis zum Teltowkanal von Rudow, die Siedlung Späthsfelde von Britz und Buckow zu Johannisthal umgemeindet.
Mit Beschluss des Bezirksamtes vom Dezember 1997 wurden die Ortsteilgrenzen im Bezirk Treptow an verschiedenen Stellen verändert. Die Siedlung Späthsfelde wurde neu dem Ortsteil Baumschulenweg, die südliche Hälfte des früheren Flugplatzes Johannisthal mit der WISTA dem Ortsteil Adlershof angegliedert.

### Siedlungen und Viertel
- Eisenbahnsiedlung (Friedrich-List-Straße, Südostallee)
- Kolonialbeamtensiedlung (Am Alten Fenn, Oststraße, Weststraße, Breiter Weg)
- Komponisten-Viertel (Fielitzstraße, Koschatweg)
- Johannisthal-Süd (Springbornstraße, Stubenrauchstraße)
- Schliemann-Siedlung (Eisenhutweg)
- Flugplatz-Siedlung (Melli-Beese-Straße, Hugo-Junkers-Straße)
- Johannisthal (Haeckelstraße, Winckelmannstraße)
- Flieger-Viertel (Engelhardtstraße, Pilotenstraße)
- Dichter-Viertel (Hagedornstraße, Ecksteinweg)

## Geschichte

### Von der Gründung bis zum Ende des Zweiten Weltkriegs

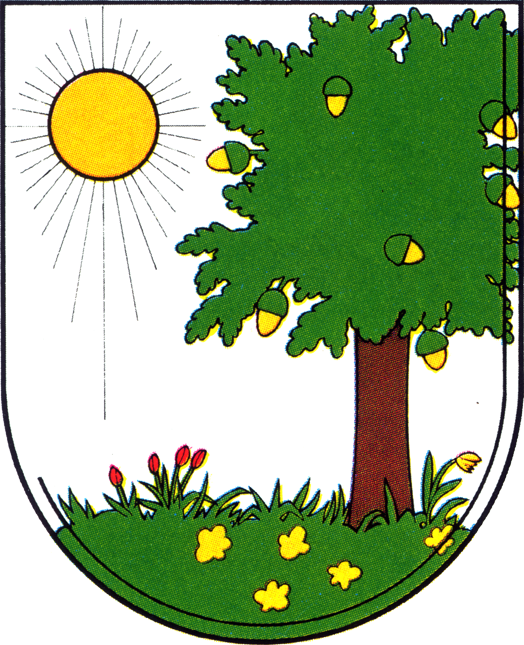
Ehemaliges Wappen der Landgemeinde Johannisthal

Die Siedlung Johannisthal wurde auf der Grundlage des Erbzinsvertrags zwischen dem Kammerrat Johann Wilhelm Werner und dem preußischen Staat vom 16. November 1753 gegründet. Wie das benachbarte Adlershof war Johannisthal somit ein Ergebnis der inneren Kolonisation zur Regierungszeit Friedrichs II. Zu den Kolonisten gehörten Seiler aus der Pfalz. Im 19. Jahrhundert war Johannisthal zunächst in eine Landgemeinde und einen Gutsbezirk im Kreis Teltow gegliedert. Der Gutsbezirk wurde 1880 aufgehoben und in die Landgemeinde eingegliedert.
Im Jahr 1880 wurde der bisherige Haltepunkt an der Berlin-Görlitzer Eisenbahn, Johannisthal-Neuer Krug, nach Südosten verlegt, zum Bahnhof umgebaut und in Johannisthal-Niederschöneweide umbenannt. Ab 1895 hieß der Bahnhof Niederschöneweide-Johannisthal. Seit 1929 gilt der gegenwärtige Name Berlin-Schöneweide. 1884 wurde dem Ort der Titel „Bad Johannisthal“ zugesprochen, der jedoch aufgrund der zunehmend verdichteten Bebauung mit folgendem Versiegen der Quelle rasch wieder verlorenging. 1901 eröffnete das Wasserwerk Johannisthal seinen Betrieb. 1905–1906 erbaute die Gemeinde nach Entwürfen des Charlottenburger Bildhauers und Architekten Georg Roensch das im Neorenaissance-Stil gehaltene Rathaus Johannisthal (heute: Soziokulturelles Zentrum und Heimatmuseum). 1912 erfolgte die Umbenennung der Landgemeinde Johannisthal in Berlin-Johannisthal.

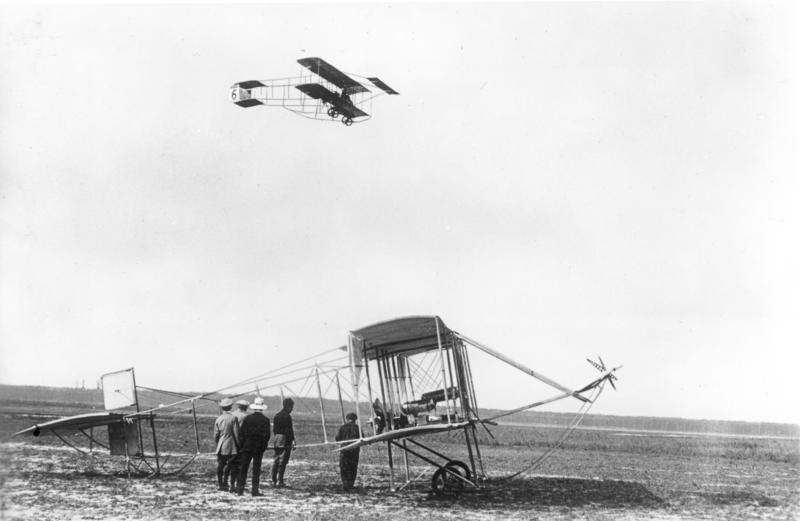
Flugplatz Johannisthal, 1910

In Johannisthal wurde 1909 der zweite deutsche Motorflugplatz, der Flugplatz Johannisthal, eröffnet. Am 11. Juni 1911 starteten von Johannisthal 25 Piloten zum Deutschen Rundflug, der in 13 Etappen über 1854 Kilometer bis nach Köln und zurück führte. Der Flug war auf vier Wochen begrenzt. Einige der Pioniere der Luftfahrt in Deutschland gingen an den Start: Emile Jeannin (Flugschein Nr. 6), Eugen Wiencziers, (Nr. 8), Robert Thelen (Nr. 9) und Otto Lindpaintner (Nr. 9), der als einziger die erste Etappe bis nach Magdeburg schaffte. Zum Sieger wurde Benno König ernannt, der mit seinem Albatros-Doppeldecker fast die gesamte Strecke geflogen war.
Im Jahr 1913 stürzte hier das Zeppelin-Luftschiff LZ 18 ab. In der Zeit vor dem Ersten Weltkrieg siedelten sich am Rande des Flugplatzes insbesondere Unternehmen des Flugzeugbaus an, hier wurden Flugzeuge wie die Rumpler-Etrich-Taube gebaut.
In Johannistal begann die Geschichte der zivilen Luftpost in Deutschland am 5. Februar 1919. Von diesem Tag an starteten zweimal täglich Flugzeuge in Berlin-Johannisthal, um Postsendungen – vor allem Zeitungen – von der Hauptstadt zum Tagungsort der verfassunggebenden Nationalversammlung in Weimar zu transportieren. Diese Flugpostverbindung konnte vorerst ausschließlich von den Abgeordneten der Nationalversammlung in Anspruch genommen werden, die wegen der revolutionären Lage in Berlin in die damalige thüringische Hauptstadt ausgewichen war. Wenige Monate später wurde diese Flugpostlinie auch für die Öffentlichkeit freigegeben.
Die Eingliederung Johannisthals als Ortsteil nach Groß-Berlin erfolgte im Jahr 1920 durch das Groß-Berlin-Gesetz.
Die evangelische Kirche Johannisthal wurde 1921 in einem Gebäude am Sterndamm 92–96, das früher als Kurhaus und Kino gedient hatte, eingeweiht.
Zwischen 1933 und 1945 befand sich am südlichen Rand des Flugplatzes der Hauptsitz des Medikamentenherstellers Temmler, der dort unter anderem das als kriegswichtig eingestufte Pervitin produzierte.

### Von 1945 bis zum Fall der Mauer
Nach dem Zweiten Weltkrieg 1945 nutzte die Rote Armee kurzzeitig den Flugplatz. Im Jahr 1953 entstand in Johannisthal der erste Großplatten-Experimentalbau der DDR als Versuchsbau der Deutschen Bauakademie in der Engelhardstraße 11–13. Carl Fieger hatte maßgeblichen Anteil an der Entwicklung dieses Projekts.
Am 13. August 1961 wurde der Ortsteil durch den Bau der Berliner Mauer vom benachbarten West-Berliner Bezirk Neukölln getrennt. Von 1986 bis Herbst 1989 war auf dem Gelände am Groß-Berliner Damm 82–100 das Artillerieregiment 26 bzw. ab 1986 die 1. und 2. Abteilung der 40. Artilleriebrigade der NVA, unter Mitnutzung von Gebäuden und Flächen des ehemaligen Flugplatzes Johannisthal (u. a. die historische Flugzeughalle) stationiert, nachdem das zuvor dort ansässige Grenzwachregiment der Grenztruppen der DDR diesen Standort räumen musste.

### Seit 1990
Im Jahr 1995 wurde der Flugplatz endgültig geschlossen. Auf einem größeren Teil der Fläche befindet sich der Landschaftspark Johannisthal/Adlershof. Am nördlichen Rand des Landschaftsparks ist das Areal des ehemaligen VEB Kühlautomat Berlin am Segelfliegerdamm seit Ende der 1990er Jahre eine Brache. Auf dem Gelände (Areal Müller Erben) soll ein Wohnquartier mit 1800 Wohnungen entstehen (Stand: 2022).
Durch die Anschlussstellen Stubenrauchstraße und Adlershof ist Johannisthal seit 2005 über die A 113 an das Autobahnnetz angebunden.
Im Zuge der Erschließungsarbeiten der sogenannten „Gleislinse“ des früheren Rangierbahnhofs Schöneweide vom Ortsteil Johannisthal aus erfolgte im Juni 2017 eine Änderung der Ortsteilgrenzen, sodass das Gelände einschließlich des S-Bahn-Haltepunktes Betriebsbahnhof Schöneweide nicht mehr zum Ortsteil Niederschöneweide, sondern zu Johannisthal gehört. Daraufhin wurde der S-Bahn-Haltepunkt zum Fahrplanwechsel im Dezember 2020 in Berlin-Johannisthal umbenannt.

## Filmatelier Johannisthal und Studio für Synchronisation
Als Folge des Versailler Friedensvertrages, in dem der Bau von Flugzeugen eingeschränkt wurde, gründete sich in ehemaligen Werkhallen des Flugplatzes am 20. Januar 1920 die Johannisthaler Filmanstalt GmbH (JOFA-ATELIER). Der Eigentümer des Geländes ließ zuvor durch den Ingenieur Willy Hackenberger einige Produktionshallen umbauen. Als das damals „größte Filmatelier der Welt“ entwickelte es sich unter der folgenden Geschäftsführung des Ingenieurs Hanns Otto zu einem der erfolgreichsten Filmstudios Deutschlands.
Hier entstanden bis 1930 fast 400 Filme, darunter verschiedene Klassiker:
- 1921/22: Danton, Regie: Dimitri Buchowetzki, nach einem Buch von Georg Büchner und Othello (1922), Regie: Dimitri Buchowetzki, Drehbuch: Buchowetzki/Hagen,
- 1922: Dr. Mabuse, der Spieler, Regie: Fritz Lang, Drehbuch: Thea von Harbou,
- 1922: Nosferatu, eine Symphonie des Grauens (Studioaufnahmen), von Friedrich Wilhelm Murnau mit Max Schreck,
- 1928: Schinderhannes, Regie: Curtis Bernhardt, Drehbuch: Carl Zuckmayer,
- 1929: Mutter Krausens Fahrt ins Glück, Regie: Phil Jutzi, Drehbuch: Willi Döll/Johannes Fethke.

Im Jahr 1929 wurde auf Tonfilm umgestellt und in den 1930er Jahren wurden die Ateliers durch die Tobis-Filmkunst GmbH übernommen.
Bereits kurz nach dem Kriegsende 1945 wurde auf diesem Gelände die Synchronfassung von Iwan der Schreckliche produziert.
Am 17. Mai 1946 übernahm die DEFA neben der Ufa auch den Tobis-Standort in Johannisthal. Im gleichen Jahr entstand dort der erste gesamtdeutsche Nachkriegsspielfilm Die Mörder sind unter uns mit Hildegard Knef in der Hauptrolle unter der Regie von Wolfgang Staudte. In diesen Studios produzierte die DEFA zum Teil bis 1969 Spielfilme.
Ab 1952 entstand hier das DEFA-Studio für Synchronisation, in dem bis 1989 über 7000 Spielfilme bzw. Serienfolgen synchronisiert wurden. Ab den 1960er Jahren wurden die Ateliers auch zu Produktionen des DDR-Fernsehens benutzt.

## Bevölkerung
| Jahr | Einwohner |
| ---- | --------- |
| 1858 | 000.130 1 |
| 1871 | 000.161 2 |
| 1880 | 00.402    |
| 1890 | 00.970    |
| 1900 | 02.685    |
| 1910 | 03.918    |
| 1919 | 05.474    |
| 1925 | 07.624    |
| 1939 | 19.851    |
| 1946 | 16.812    |
| 1950 | 19.358    |
| 1963 | 22.577    |

| Jahr | Einwohner |
| ---- | --------- |
| 2007 | 17.551    |
| 2010 | 17.933    |
| 2015 | 19.035    |
| 2020 | 19.960    |
| 2021 | 20.532    |
| 2022 | 21.024    |
| 2023 | 21.121    |
| 2024 | 21.636    |

Quelle ab 2007: Statistischer Bericht A I 5. Einwohnerregisterstatistik Berlin. Bestand – Grunddaten. 31. Dezember. Amt für Statistik Berlin-Brandenburg (jeweilige Jahre)

## Verkehr
Der S-Bahnhof Johannisthal liegt an der Bahnstrecke Berlin Warschauer Straße–Königs Wusterhausen, die parallel zur Bahnstrecke Berlin–Görlitz verläuft.
Die Straßenbahnlinie 60 verbindet das Zentrum des Ortsteils mit dem Bahnhof Schöneweide. Mehrere Buslinien erschließen Johannisthal und führen in benachbarte Ortsteile.
Die Straßenbahnlinien 61 und 63 wurden im Oktober 2021 von der Karl-Ziegler-Straße in Adlershof über den Groß-Berliner Damm bis zum Bahnhof Schöneweide verlängert, die Strecke der Linie M17 verläuft seitdem über Niederschöneweide und Johannisthal bis zum S-Bahnhof Adlershof.
Die Hauptverkehrsstraße von Johannisthal ist der Sterndamm. Er durchzieht den Ortsteil vom Bahnhof Schöneweide im Norden bis zur Stubenrauchstraße im Süden. Weitere wichtige Straßenverbindungen sind der Groß-Berliner Damm, die Südostallee und der Königsheideweg.
Ausgewählte Straßen
- Sterndamm
- Königsheideweg
- Südostallee
- Groß-Berliner Damm
- Segelfliegerdamm
- Springbornstraße (benannt nach Otto Springborn)
- Straße am Flugplatz
- Herrenhausstraße
- Winckelmannstraße (ältester Teil Johannisthals und benannt nach Johann Joachim Winckelmann)
- Johannes-Werner-Straße (benannt nach dem Namensgeber des Ortsteils Johannisthal)
- Eisenhutweg (verlief neben der Berliner Mauer)
- Stubenrauchstraße (benannt nach Ernst von Stubenrauch)
- Engelhardstraße (benannt nach Paul Engelhard)
- Hagedornstraße (benannt nach Friedrich von Hagedorn)
- Haeckelstraße (benannt nach Ernst Haeckel)
- Friedrich-List-Straße (benannt nach Friedrich List)
- Ellernweg (benannt nach der volkstümlichen Bezeichnung für Erlen) Hier befindet sich das Gebrüder-Montgolfier-Gymnasium; die Schule hieß zuvor 9. POS Herta Geffke[14]

## Persönlichkeiten

### Söhne und Töchter des Ortsteils
- Walter Cordes (1899–1985), Maler und Grafiker
- Fritz Kirsch (1903–1940), Widerstandskämpfer gegen den Nationalsozialismus
- Helene Kirsch (1906–1999), Politikerin (KPD)
- Jürgen Hilbrecht (* 1942), Schauspieler und Sänger

### Mit Johannisthal verbundene Persönlichkeiten
- Alois Stiplosek (1872–1956), Flugpionier, lebte in Johannisthal
- Melli Beese (1886–1925), Pilotin auf dem Flugplatz Johannisthal
- Heinrich Deiters (1887–1966), Reformpädagoge, lebte in der Waldstraße 33[15]
- Friedrich Ebert (1894–1979), Oberbürgermeister von Ost-Berlin, lebte in der Waldstraße 29[15]
- Bernhard Grzimek (1909–1987), Zoologe, lebte in der Waldstraße 38[15]
- Irene Gysi (1912–2007), Verlagsleiterin, lebte in der Waldstraße 37[15]
- Klaus Gysi (1912–1999), Politiker (SED), lebte in der Waldstraße 37[15]
- Ludwig Deiters (1921–2018), Architekt und Denkmalpfleger, lebte in der Waldstraße 33[15]
- Fritz Klein (1924–2011), Historiker, lebte in Johannisthal
- Dieter Zechlin (1926–2012), Pianist, lebte in der Waldstraße 30[15]
- Luigi Colani (1928–2019), Designer, in Johannisthal aufgewachsen
- Sokratis Kokkalis (* 1939), Unternehmer, in der Waldstraße 36 aufgewachsen[15]
- Horst Gibtner (1940–2006), Politiker (CDU), lebte in der Waldstraße 39[15]
- Gabriele Gysi (* 1946), Schauspielerin, in der Waldstraße 37 aufgewachsen[15]
- Gregor Gysi (* 1948), Politiker (Die Linke), in der Waldstraße 37 aufgewachsen[15]
- Angelika Barbe (* 1951), DDR-Bürgerrechtlerin, lebte in Johannisthal
- Chris Gueffroy (1968–1989), letztes Todesopfer an der Berliner Mauer, in Johannisthal aufgewachsen